# Bistum Guanhães

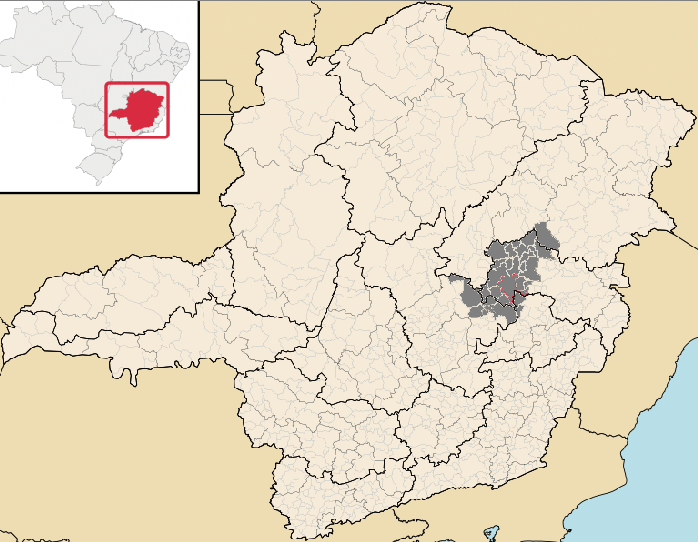
Bistum Guanhães.

File:Regional CNBB Leste 2.png

Das Bistum Guanhães (lateinisch Dioecesis Guanhanensis, portugiesisch Diocese de Guanhães) ist eine in Brasilien gelegene römisch-katholische Diözese mit Sitz in Guanhães im Bundesstaat Minas Gerais.

## Geschichte
Das Bistum Guanhães wurde am 24. Mai 1985 durch Papst Johannes Paul II. mit der Apostolischen Konstitution Recte quidem aus Gebietsabtretungen des Erzbistums Diamantina sowie der Bistümer Governador Valadares und Itabira-Fabriciano errichtet. Es wurde dem Erzbistum Diamantina als Suffraganbistum unterstellt.

## Bischöfe von Guanhães
- Antônio Felippe da Cunha SDN, 1985–1995
- Emanuel Messias de Oliveira, 1998–2011
- Jeremias Antônio de Jesus, 2012–2018
- Otacílio Ferreira de Lacerda, seit 2019